# Chaussin
Chaussin is een gemeente in het Franse departement Jura (regio Bourgogne-Franche-Comté). De plaats maakt deel uit van het arrondissement Dole. Chaussin telde op 1 januari 2022 1.576 inwoners. 

## Geografie
De oppervlakte van Chaussin bedroeg op 1 januari 2022 16,82 vierkante kilometer; de bevolkingsdichtheid was toen 93,7 inwoners per km².

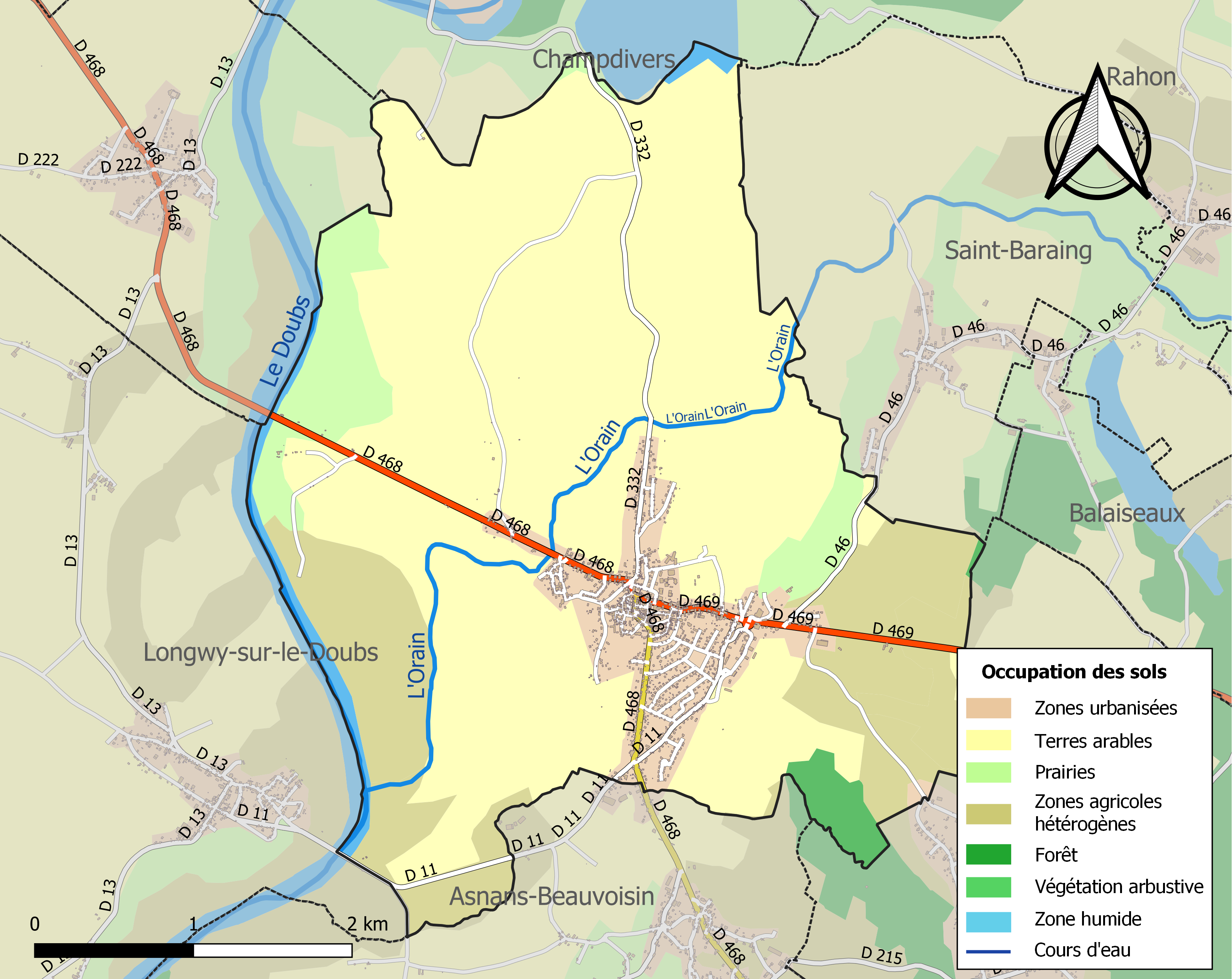
Kaart van de gemeente met de belangrijkste infrastructuur, bodemgebruik en omliggende gemeenten

## Demografie
Onderstaande figuur toont het verloop van het inwonertal (bron: INSEE-tellingen).